# Szarvaskend
Szarvaskend is een plaats (község) en gemeente in het Hongaarse comitaat Vas. Szarvaskend telt 240 inwoners (2001).